# 19. birčanska brigada (NOVJ)
Za druge 19. brigade glejte 19. brigada.
19. birčanska brigada je bila brigada v sestavi Narodnoosvobodilne vojske in partizanskih odredov Jugoslavije in ki je delovala med drugo svetovno vojno na področju Kraljevine Jugoslavije.

## Organizacija
- štab
- 3x bataljon